# Polyrhachis laminata
Polyrhachis laminata é uma espécie de formiga do gênero Polyrhachis, pertencente à subfamília Formicinae.